# Consuelo Campoy Ruiz
María Consuelo Campoy Ruiz (Molina de Segura, 8 de abril de 1994) es una jugadora española de fútbol sala. Juega de ala-pívot y su equipo actual es el Roldán FSF de la Primera División de fútbol sala femenino de España.

## Trayectoria

### Ucam Murcia
Comenzó jugando en el Javalí La Ñora y de ahí pasó a jugar con la UCAM Murcia donde permaneció 11 temporadas y  debutó con 15 años en la primera división.

### Roldán
En la temporada 2015-16 fichó por el Roldán FSF. Permanece cuatro años en la entidad, donde consigue su primera liga española y la copa de Europa, y clasifica por primera vez al equipo a la copa de España, en esta época es llamada por la selección. En la primera temporada anota 13 goles y el equipo finaliza en mitad de tabla en octava posición. Al siguiente año logran clasificar al equipo para la Copa de España al finalizar en séptima posición, hace un total de 27 goles entre las dos competiciones. En la temporada 2017-18 llega el gran año, al conseguir la Liga española de fútbol sala femenino, y en la Copa de España logra llegar hasta las semifinales, anota 20 goles en total. En la siguiente temporada consigue la Copa de Europa, y en la liga finaliza en cuarta posición y en la Copa no logra pasar de cuartos de final. Anota un total de 23 goles en la temporada.

### Universidad Alicante
En la temporada 2019-20 decide cambiar de aires y ficha por el Universidad de Alicante FSF.

### Segunda etapa en Roldán
En la temporada 2020-21 vuelve al Roldán FSF.

## Selección nacional
En el año 2013 jugó su primer partido contra un combinado de Murcia, y su primer partido oficial fue contra Hungría en noviembre de 2015. En el Torneo de Moscú del año 2016 fue nombrada mejor jugadora del torneo, siendo también la mayor goleadora del mismo. En el año 2018 jugó la fase de clasificación para el primera Eurocopa, y en 2019 participó en la Eurocopa de Portugal donde se proclamó campeona.

## Estadísticas

### Clubes
Actualizado al último partido jugado el 19 de junio de 2022.
| Club | Div.          | Temporada     | Liga  | Liga  | Liga       | Liga      | Copas nacionales(1) | Copas nacionales(1) | Copas nacionales(1) | Copas nacionales(1) | Torneos internacionales(2) | Torneos internacionales(2) | Torneos internacionales(2) | Torneos internacionales(2) | Total(3) | Total(3) | Total(3)   | Total(3)  |
| Club | Div.          | Temporada     | Part. | Goles | Amonestado | Expulsado | Part.               | Goles               | Amonestado          | Expulsado           | Part.                      | Goles                      | Amonestado                 | Expulsado                  | Part.    | Goles    | Amonestado | Expulsado |
| --- | ------------- | ------------- | ----- | ----- | ---------- | --------- | ------------------- | ------------------- | ------------------- | ------------------- | -------------------------- | -------------------------- | -------------------------- | -------------------------- | -------- | -------- | ---------- | --------- |
| UCAM Murcia · España |               |               |       |       |            |           |                     |                     |                     |                     |                            |                            |                            |                            |          |          |            |           |
| 1.ª |               |               |       |       |            |           |                     |                     |                     |                     |                            |                            |                            |                            |          |          |            |           |
| 2010-11* | 17            | 3             | 3     | 0     | -          | -         | -                   | -                   | -                   | -                   | -                          | -                          | 17                         | 3                          | 3        | 0        |            |           |
| 2.ª |               |               |       |       |            |           |                     |                     |                     |                     |                            |                            |                            |                            |          |          |            |           |
| 2011-12 |               | -             | -     | -     | -          | -         | -                   | -                   | -                   | -                   | -                          | -                          |                            | -                          | -        | -        |            |           |
| 2012-13 |               | -             | -     | -     | -          | -         | -                   | -                   | -                   | -                   | -                          | -                          |                            | -                          | -        | -        |            |           |
| 2013-14 |               | -             | -     | -     | -          | -         | -                   | -                   | -                   | -                   | -                          | -                          |                            | -                          | -        | -        |            |           |
| 2014-15 |               | -             | -     | -     | -          | -         | -                   | -                   | -                   | -                   | -                          | -                          |                            | -                          | -        | -        |            |           |
| Total club | Total club    | 17            | 3     | 3     | 0          | -         | -                   | -                   | -                   | -                   | -                          | -                          | -                          | 17                         | 3        | 3        | 0          |           |
| Roldán FSF · España |               |               |       |       |            |           |                     |                     |                     |                     |                            |                            |                            |                            |          |          |            |           |
| 1.ª |               |               |       |       |            |           |                     |                     |                     |                     |                            |                            |                            |                            |          |          |            |           |
| 2015-16 | 27            | 13            | 3     | 0     | -          | -         | -                   | -                   | -                   | -                   | -                          | -                          | 27                         | 13                         | 3        | 0        |            |           |
| 2016-17 | 30            | 26            | 4     | 0     | 1          | 1         | 0                   | 0                   | -                   | -                   | -                          | -                          | 31                         | 27                         | 4        | 0        |            |           |
| 2017-18 | 30            | 18            | 3     | 0     | 2          | 2         | 0                   | 0                   | -                   | -                   | -                          | -                          | 32                         | 20                         | 3        | 0        |            |           |
| 2018-19 | 27            | 21            | 4     | 0     | 3          | 2         | 2                   | 0                   | 4                   | 2                   | -                          | -                          | 34                         | 25                         | 6        | 0        |            |           |
| Total club | Total club    | 114           | 78    | 14    | 0          | 6         | 5                   | 2                   | 0                   | 4                   | 2                          | -                          | -                          | 124                        | 85       | 16       | 0          |           |
| Univ. Alicante FSF · España |               |               |       |       |            |           |                     |                     |                     |                     |                            |                            |                            |                            |          |          |            |           |
| 1.ª |               |               |       |       |            |           |                     |                     |                     |                     |                            |                            |                            |                            |          |          |            |           |
| 2019-20 | 22            | 7             | 1     | 0     | 2          | 1         | 0                   | 0                   | -                   | -                   | -                          | -                          | 24                         | 8                          | 1        | 0        |            |           |
| Total club | Total club    | 22            | 7     | 1     | 0          | 2         | 1                   | 0                   | 0                   | -                   | -                          | -                          | -                          | 24                         | 8        | 1        | 0          |           |
| Roldán FSF · España |               |               |       |       |            |           |                     |                     |                     |                     |                            |                            |                            |                            |          |          |            |           |
| 1.ª |               |               |       |       |            |           |                     |                     |                     |                     |                            |                            |                            |                            |          |          |            |           |
| 2020-21 | 21            | 4             | 1     | 0     | 2          | 0         | 0                   | 0                   | -                   | -                   | -                          | -                          | 23                         | 4                          | 1        | 0        |            |           |
| 2021-22 | 31            | 10            | 0     | 0     | 4          | 0         | 0                   | 0                   | -                   | -                   | -                          | -                          | 35                         | 10                         | 0        | 0        |            |           |
| Total club | Total club    | 52            | 14    | 1     | 0          | 6         | 0                   | 0                   | 0                   | -                   | -                          | -                          | -                          | 58                         | 14       | 1        | 0          |           |
| Total carrera | Total carrera | Total carrera | 205   | 102   | 19         | 0         | 14                  | 6                   | 2                   | 0                   | 4                          | 2                          | -                          | -                          | 223      | 110      | 21         | 0         |
| (1) Incluye datos de Copa de España / Supercopa de España. (2) Incluye datos de Campeonato de Europa de Clubes y Copa Intercontinental. (3) No incluye datos de partidos amistosos. |               |               |       |       |            |           |                     |                     |                     |                     |                            |                            |                            |                            |          |          |            |           |

Nota: En la temporada 2010-11 faltan por comprobar 10 jornadas

## Palmarés y distinciones
- Eurocopa:

 2019
- Campeonato de Europa de Clubes de fútbol sala femenino: 1

2019
- Liga española: 1

2017-18